# ステファノ・ソレンティーノ
ステファノ・ソレンティーノ（Stefano Sorrentino、1979年3月28日 - ）は、イタリア・カンパニア州サレルノ県カーヴァ・デ・ティッレーニ出身のサッカー選手。ポジションはゴールキーパー。

## 経歴
ユース時代を過ごしたSSラツィオとユヴェントスFCでは出場機会を得られず、その後に移籍したトリノFC時代に2シーズンのレンタル移籍に出されたことでその能力を認められるようになった。しかし2005年に所属するトリノが破産となり自由契約の身に。これと同時にイタリアを離れることを決意し、ギリシャのAEKアテネFCへと移籍することを選択した。
AEKアテネでは出場機会を得られるようになったが、妻がギリシャでの生活に馴染めなかったため、娘が生まれたのを機に母国イタリアへの帰還を願うようになる。しかし、条件に合うオファーに恵まれず、彼はプロとしてアテネの地に留まりプレーすることを決断した。この決断がアテネのファンに支持され、毎試合のように彼の名前を歌い上げるほどになった。
その後、AEKアテネはUEFAチャンピオンズリーグでACミランに1-0の勝利を収める。この試合ではマン・オブ・ザ・マッチに選ばれた。ミラン戦での活躍によって多くのオファーが来るようになり、2007年7月16日にはスペインのレクレアティーボ・ウェルバへレンタル移籍。全試合に出場してチームの1部残留に貢献すると2008年7月4日にはACキエーヴォ・ヴェローナへの買取オプション付きレンタル移籍が決定。念願の母国復帰を果たした。移籍後も正GKとして活躍。2009年6月12日に完全移籍を果たした。
2013年1月30日、サミル・ウイカニと入れ替わる形でUSチッタ・ディ・パレルモに2016年までの契約で移籍。降格圏に苦しむクラブの救世主的存在として期待されたが、クラブの降格を助ける事はできなかった。

## タイトル

### クラブ
キエーヴォ・ヴェローナ
- セリエB ： 2013-14